# Paceřice
Paceřice é uma comuna checa localizada na região de Liberec, distrito de Liberec‎.